# 冠小嘴烏鴉

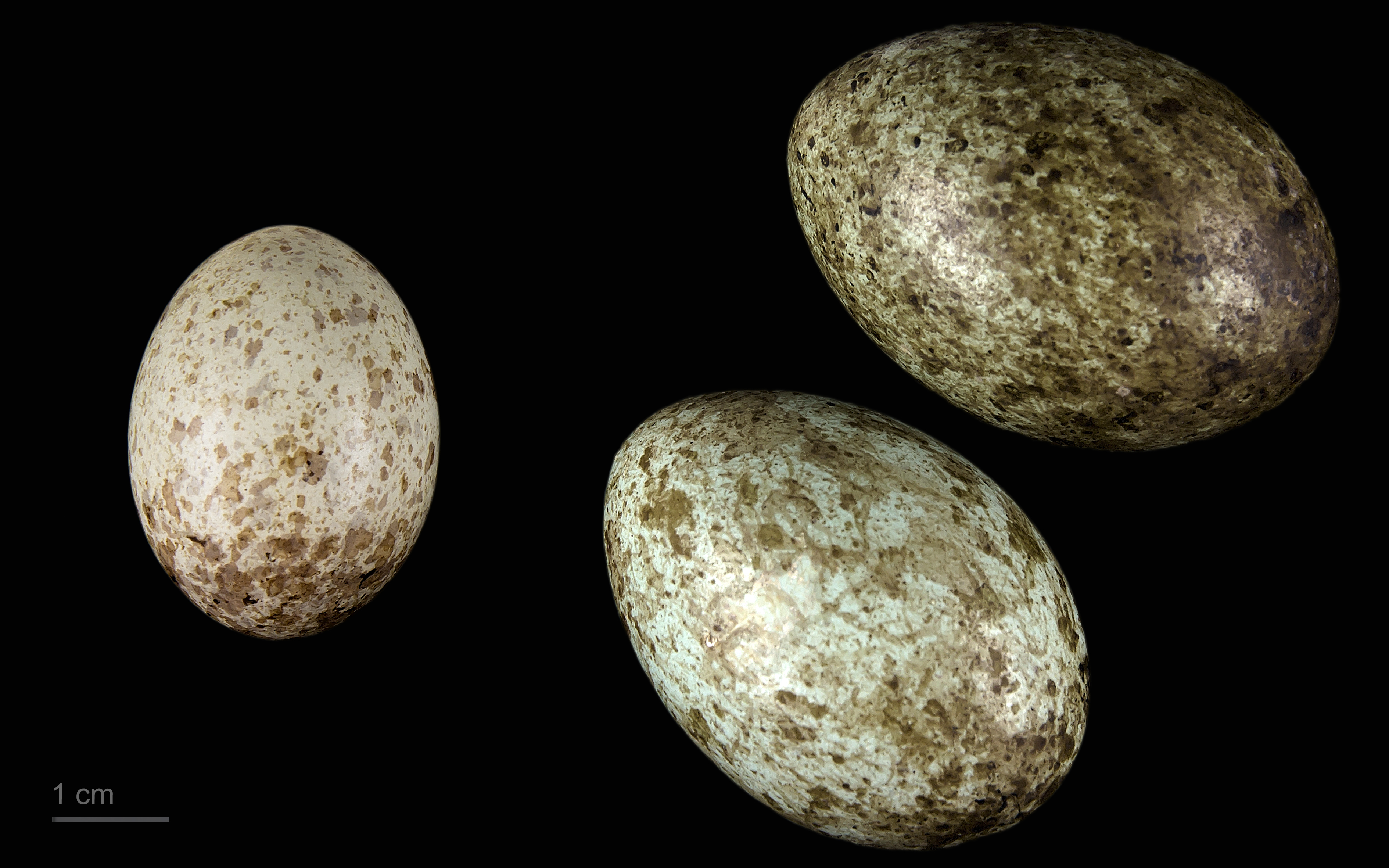
卵 Clamator glandarius 在巢中 Corvus cornix

是一種歐亞品種烏鴉，主要分佈於東歐和中歐，中東亦有。牠們與小嘴烏鴉相似。其身体为灰色，但头、颈、羽、尾处呈黑色，另外其眼、足、喙亦为黑色。